# Дроази (Ер)
Дроази (фр. Droisy) насеље је и општина у северној Француској у региону Горња Нормандија, у департману Ер која припада префектури Евре.
По подацима из 2011. године у општини је живело 411 становника, а густина насељености је износила 23,5 становника/km². Општина се простире на површини од 17,49 km². Налази се на средњој надморској висини од 149 метара (максималној 179 m, а минималној 137 m).

## Демографија
| 1962. | 1968. | 1975. | 1982. | 1990. | 1999. | 2011. |
| ----- | ----- | ----- | ----- | ----- | ----- | ----- |
| 121   | 200   | 213   | 241   | 328   | 344   | 411   |

График промене броја становника у току последњих година